# Aide aux lecteurs
 (mars 2021).
L'aide aux lecteurs ou conseil aux lecteurs est un service proposé par les bibliothèques et librairies consistant à recommander aux lecteurs des livres de fiction ou non de manière directe ou indirecte.

## Historique dans les bibliothèques américaines

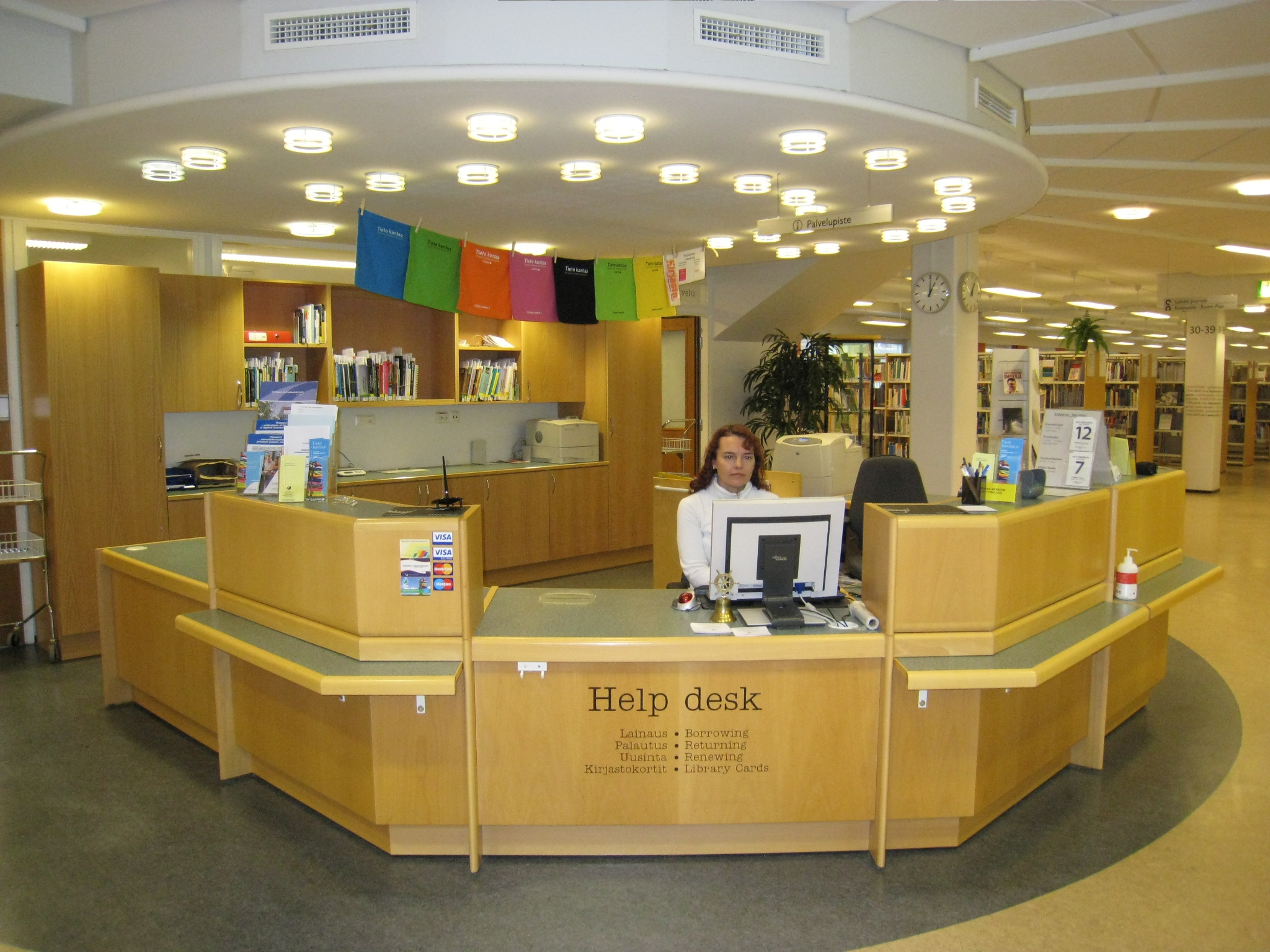
Bureau d'aide à la bibliothèque de science appliquée de l'université Seinäjoki

### Création de l'aide aux lecteurs
La date de création de l'aide au lecteur n'est pas clairement définie par les chercheurs dans le domaine, mais il est convenu que cette pratique est apparue vers la fin du 19e siècle ou le début du 20e. Les chercheurs s'entendent que le service structuré d'aide au lecteur ait été instauré dans les années 1920 avec une vision portée vers les œuvres classiques et éducationnelles.

### 1920 à 1940
La première version de l'aide aux lecteurs a pris forme entre les années 1920 à 1940. Durant cette période, la popularité du service était indéniable, car en 1928 aux États-Unis, 25 bibliothèques offraient ce service et en 1935 le nombre s'élevait à 44. Il était destiné à élever le public grâce à un plan de lecture fait sur mesure pour l'usager où nous pouvions trouver des œuvres à forte connotation éducationnelle. Cette mission d'éducation entreprise par l'aide au lecteur est justifiable par le fait que plus de 75% des enfants de 14 ans et plus n'allaient plus à l'école.

### 1940 à 1984
La seconde forme de l'aide aux lecteurs est marquée par le manque d'intérêt aussi bien du public que des professionnels. La Seconde Guerre mondiale diminua grandement le temps libre des Américains et du même fait leur intérêt envers la lecture . À la fin des années 1940, l'aide aux lecteurs était perçue comme quelque chose de démodée et les dix dernières bibliothèques avec des bibliothécaires spécialisés offrant encore ce service avaient abandonné leur mission philosophique afin de se concentrer sur leur rôle éducatif et récréatif,. Durant la chute du service, plusieurs distributeurs de matériels éducationnels destinés aux adultes fleurissaient à travers les États-Unis. Cette nouvelle possibilité d'accès à l'information fit prendre connaissance aux usagers que la structure rigide de l'aide aux lecteurs n’était pas obligatoire afin d'apprendre. L'aide aux lecteurs est alors disparue des bibliothèques américaines jusqu'aux années 1980.

### 1984 à de nos jours
L'ère des années post 1980 est marquée par une aide au lecteur "new style" qui se poursuit jusqu'à nos jours. La renaissance du service provient d'un désir conjoint des professionnels et des usagers de revoir, dans les bibliothèques, l'aide aux lecteurs. Plusieurs évènements ont eu lieu au cours des années 1980 :
- La Baltimore County Public Library encourage ses employés à répondre aux demandes de recommandation de lecture de la part des usagers[10].
- Une augmentation de matériels professionnels destinés à l'aide aux lecteurs[10].
- Des formations destinées aux employés des bibliothèques américaines au sujet de l'aide aux lecteurs[10].
- La mise en place de cours offerts par des écoles de bibliothéconomies accréditées par l'American Library Association[10].
- Des personnalités influentes dans le milieu telles que Robert Martin s'exprimant en faveur de l'aide aux lecteurs[10].

L'augmentation du temps libre chez les Américains a fait en sorte que ceux-ci pouvaient prendre le temps de s'assoir à la bibliothèque et de lire. Les bibliothèques modernes se sont tournées vers une aide aux lecteurs centrés sur l'usager avec un intérêt marqué pour la lecture de plaisance.

## Dans les librairies

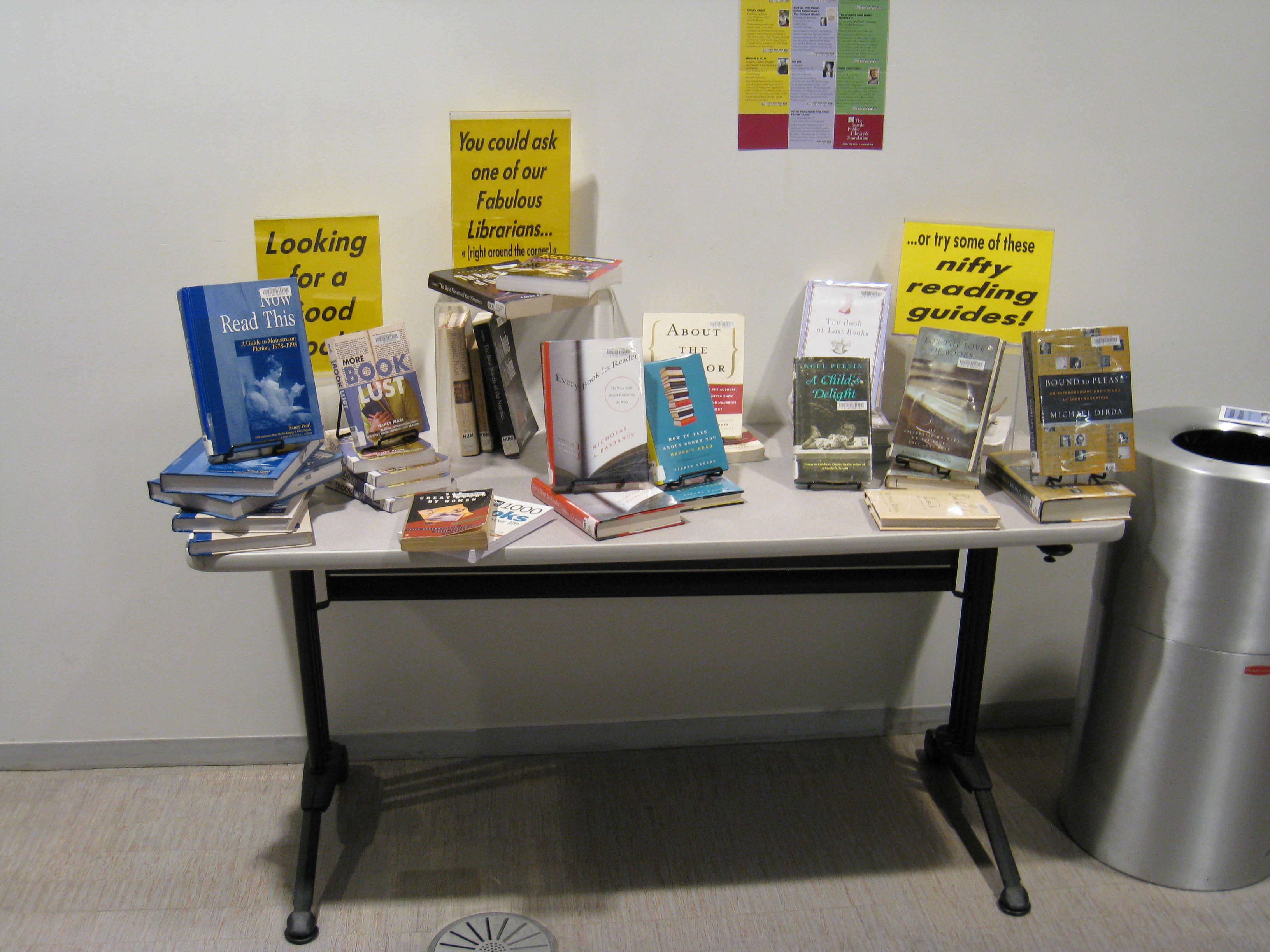
Recommandations de lectures dans une librairie